# Arnoul de la Pierre
Arnoul de la Pierre était un prélat catholique, évêque d'Amiens de 1236 à 1247. Il était issu de la famille de Fournival.

## Biographie

### Famille
Arnoul de la Pierre naquit à Amiens. Il était le fils d’Élisabeth de Paix qui épousa en secondes noces Roger de Fournival, médecin des rois de France Louis VIII et Louis IX. Son cousin Thibaut d'Amiens devint archevêque de Rouen et son demi-frère Richard de Fournival, chancelier de l’Église d'Amiens.

### Carrière ecclésiastique
Après avoir été chanoine en 1221, Arnoul accéda au siège épiscopal d'Amiens en 1236.
Il était docteur en théologie et enseigna à Paris entre 1216 et 1229. Il assista en 1227 à l'Assemblée du couvent des cordeliers de Paris réunie pour réformer l'état ecclésiastique. Arnoul y défendit la pluralité des bénéfices ecclésiastiques.
Sous son épiscopat, l'Hôtel-Dieu d'Amiens fut transféré chaussée Saint-Leu où il subsista jusqu'au bombardement du 19 mai 1940. Il réforma également l'hôtel-Dieu de Saint-Riquier en 1233.
En 1240, il assista au concile de Senlis, réuni pour secourir pécuniairement le pape Grégoire IX en lutte contre l'Empereur Frédéric II à propos de la possession de la Sardaigne.
Il protégea les ordres mendiants, dominicains et franciscains qui établirent en 1243 et 1244 des couvents à Amiens. Il favorisa le culte des saints locaux, Domice d'Amiens, Ulphe et Sauve d'Amiens.
Arnoul mourut en 1247 et fut inhumé dans la cathédrale Notre-Dame d'Amiens.